# 广州科技教育城
广州科技教育城，简称广州科教城，是中国广州市一个以职业教育院校为主的教育园区，位于广州市增城区朱村街道，距离广州市中心城区45公里，占地10.79平方公里，总投资约344亿元，于2024年秋季学期全面投入使用，规划预计可容纳学生约12.9万人。

## 历史
为改善广州职业教育场地分散、用地紧张的现状，广州市于2012年11月决策建设广州科技教育城，2013年启动规划，拟引入24所职业院校，但一度因用地问题建设缓慢。2018年，广州市教育局对入驻院校方案进行调整。2019年11月30日，广州科技教育城一期项目正式开工。
2022年10月，广州幼儿师范高等专科学校、广州铁路职业技术学院作为首批院校，入驻广州科教城办学。2024年，广州科教城实现所建职业院校全面入驻。

## 入驻院校
十三所院校分为城市开发建设、交通运输管理、工业信息化、城市综合服务四个组团，每个组团以高职学院（技师学院）和若干中职学校（技工学校）组成。

### 城市开发建设组团
- 广州城市职业学院
- 广州市公用事业技师学院
- 广州市城市建设职业学校（ 广州市土地房产管理职业学校 与 广州市建筑工程职业学校 合并而成）

### 交通运输管理组团
- 广州铁路职业技术学院
- 广州市交通运输职业学校
- 广州市交通技师学院（广州市交通高级技工学校）

### 工业信息化组团
- 广州市信息技术职业学校
- 广州市技师学院（广州市高级技工学校）
- 广州市工贸技师学院
- 广州市轻工职业学校

### 城市综合服务组团
- 广州幼儿师范高等专科学校
- 广州市医药职业学校

## 交通

### 道路
广州科教城的交通路网为“三横七纵”的骨架干道网络结构，东西向走势道路包括科德大道、科教大道、岗育路，南北向走势道路包括育山一路、育山三路、育山四路、育水一路、文达路、锦城路、朱仙大道。

### 地铁
- 凤岗站：21号线